# 원스 어폰 어 타임 (드라마)
《원스 어폰 어 타임》(영어: Once Upon a Time)은 2011년 10월 23일부터 2018년 5월 18일까지 방영된 미국의 판타지 드라마이다. 동화의 등장인물들이 여왕의 저주에 의해 본래의 기억을 잃고 현대 미국에서 살고 있다는 설정의 이야기이다. 제작자는 《로스트》와 《트론: 새로운 시작》의 애덤 호로위츠와 에드워드 킷시스로, 이 두 사람이 제작 총지휘을 맡았다. 시즌 1은 비교적 호평으로, 메타크리틱에서는 100점 만점 중 66점이었다. 1화의 시청자 수는 1293만명으로 18~49세 계층의 성적은 4.0/10이었다. 2012년 9월 30일에 방송된 시즌 2의 1화는 1136만명의 시청자 수를 얻었다. 2013년 10월 10일부터 2014년 4월 3일까지 스핀오프 《원스 어폰 어 타임 인 원더랜드》가 방영했다.

## 개요
본작의 제목으로 사용되는 once upon a time이라는 문구는 옛날 옛적에라는 뜻이다. 현대의 미국 메인 주의 작은 해안 도시 스토리브룩 (Storybrooke)을 무대로 자신의 태생을 잊고 살고있는 동화의 등장인물들을 그린다. 등장하는 것은 백설공주, 빨간 망토, 피노키오의 모험 등의 등장인물들로 그들은 원래 마법의 숲 (the Enchanted Forest)의 주민이었다. 그러나 여왕 레지나가 럼플스틸츠킨으로부터 전수된 저주의 마법을 이용해 등장인물들을 마법도 해피 엔딩도 없는 무서운 세계, 즉 현실 세계에 전송해 버린다는 설정이다. 월트 디즈니 컴퍼니 산하의 ABC 스튜디오가 제작여 ABC 계열에서 방송되고 있으며, 디즈니 공주, 백마탄 왕자, 페어리, 마법 램프, 과자의 집이 실사로 등장하며, 특수 촬영과 CG 합성도 구사되고 있다. 피노키오의 모험의 지미니 크리켓과 백설공주의 일곱 난쟁이의 이름 등은 디즈니 버전을 준수하고 있다. 백설공주가 칼을 휘둘렀다거나 임신하는 등, 본작 독자적인 설정도 있지만, 디즈니의 브랜드 이미지 관리 부서에서 불만은 없다. 이상한 나라의 앨리스나 프랑켄슈타인의 요소도 포함되어 있다. 여성 캐릭터가 강하다는 특징도 있다. 각 에피소드는 특정 캐릭터에 초점을 맞추었으며, 현실 세계의 이야기와 동화의 세계 (마법의 숲)의 플래시백 스토리가 교대로 확장된다. 현실 세계의 백스토리 (에마의 과거 등)도 곳곳에 삽입되어 있다. 또한 두 번째 시즌에서는 레지나의 저주의 영향을 면한 동화의 세계의 이야기나 동화의 세계와 현실 세계의 크로스오버도 그려진다. 또한 다른 세계에서 현실 세계로 온 사람들도 있는 것이 밝혀진다.

## 등장인물

### 메인 등장인물
| 배우                  | 스토리브룩/실제 세계                          | 동화 세계                    | 시즌      | 시즌      | 시즌      | 시즌      | 시즌      | 시즌      | 시즌      | 원더 랜드 |           |
| 배우                  | 스토리브룩/실제 세계                          | 동화 세계                    | 1         | 2         | 3         | 4         | 5         | 6         | 7         | 1         |           |
| --------------------- | --------------------------------------------- | ---------------------------- | --------- | --------- | --------- | --------- | --------- | --------- | --------- | --------- | --------- |
| 지니퍼 굿윈           | 메리 마거릿 블랜처드 Mary Margaret Blanchard  | 백설공주                     | 메인      | 메인      | 메인      | 메인      | 메인      | 메인      | 게스트    | 출연 없음 |           |
| 제니퍼 모리슨         | 엠마 스완 Emma Swan                           |                              | 메인      | 메인      | 메인      | 메인      | 메인      | 메인      | 리커링    | 게스트    |           |
| 라나 패릴라           | 레지나 밀스 Regina Mills로니 Roni             | 여왕                         | 메인      | 메인      | 메인      | 메인      | 메인      | 메인      | 메인      | 출연 없음 |           |
| 조시 댈러스           | 데이비드 놀런 David Nolan                     | 프린스 차밍                  | 메인      | 메인      | 메인      | 메인      | 메인      | 메인      | 게스트    | 출연 없음 |           |
| 재러드 S. 길모어      | 헨리 밀스 Henry Mills                         |                              | 메인      | 메인      | 메인      | 메인      | 메인      | 메인      | 리커링    | 출연 없음 |           |
| 앤드루 J. 웨스트      | 헨리 밀스 Henry Mills                         | 출연 없음                    | 출연 없음 | 출연 없음 | 출연 없음 | 출연 없음 | 게스트    | 메인      | 출연 없음 |           |           |
| 로버트 칼라일         | 미스터 골드 Mr. Gold위버 형사 Det. Weaver     | 럼플스킨츠킨/야수/크로커다일 | 메인      | 메인      | 메인      | 메인      | 메인      | 메인      | 메인      | 출연 없음 |           |
| 에밀리 더 래빈        | 레이시 Lacey                                  | 벨                           | 리커링    | 메인      | 메인      | 메인      | 메인      | 메인      | 리커링    | 출연 없음 |           |
| 콜린 오도너휴         |                                               | 킬리언 "후크" 존스           | 출연 없음 | 메인      | 메인      | 메인      | 메인      | 메인      | 게스트    | 출연 없음 |           |
| 콜린 오도너휴         | 로저스 형사 Det. Rogers                       | 킬리언 "후크" 존스           | 출연 없음 | 출연 없음 | 출연 없음 | 출연 없음 | 출연 없음 | 게스트    | 메인      | 출연 없음 |           |
| 마이클 레이먼드제임스 | 닐 캐시디 Neal Cassidy                        | 밸파이어                     | 출연 없음 | 리커링    | 메인      | 출연 없음 | 게스트    | 게스트    | 출연 없음 | 출연 없음 |           |
| 래피얼 스바지         | 닥터 아치 하퍼 Dr. Archie Hopper              | 지미니 크리켓                | 메인      | 리커링    | 리커링    | 게스트    | 출연 없음 | 출연 없음 | 출연 없음 | 출연 없음 | 출연 없음 |
| 메건 오리             | 루비 Ruby                                     | 빨간 두건/늑대               | 리커링    | 메인      | 리커링    | 출연 없음 | 리커링    | 출연 없음 | 출연 없음 | 게스트    |           |
| 제이미 도넌           | 그레이엄 험버트 Graham Humbert                | 헌츠맨                       | 메인      | 게스트    | 출연 없음 | 출연 없음 | 출연 없음 | 출연 없음 | 출연 없음 | 출연 없음 |           |
| 에이온 베일리         | 오거스트 웨인 부스 August Wayne Booth         | 피노키오                     | 메인      | 리커링    | 출연 없음 | 리커링    | 출연 없음 | 리커링    | 출연 없음 | 출연 없음 |           |
| 마이클 소샤           | 빈칸                                          | 윌 스카렛/하트 잭/화이트 킹  | 출연 없음 | 출연 없음 | 출연 없음 | 메인      | 출연 없음 | 출연 없음 | 출연 없음 | 메인      |           |
| 리베카 메이더         | 켈리 웨스트 Kelly West                        | 젤레나                       | 출연 없음 | 출연 없음 | 리커링    | 리커링    | 메인      | 메인      | 리커링    | 출연 없음 |           |
| 다니아 라미레스       | 자신다 비드리오 Jacinda Vidrio                | 엘라                         | 출연 없음 | 출연 없음 | 출연 없음 | 출연 없음 | 출연 없음 | 출연 없음 | 메인      | 출연 없음 |           |
| 가브리엘 앤워         | 빅토리아 벨프리 Victoria Belfrey              | 라푼젤/트리메인              | 출연 없음 | 출연 없음 | 출연 없음 | 출연 없음 | 출연 없음 | 출연 없음 | 메인      | 출연 없음 |           |
| 앨리슨 페르난데즈     | 루시 밀스 Lucy Mills루시 비드리오 Lucy Vidrio | 출연 없음                    | 출연 없음 | 출연 없음 | 출연 없음 | 출연 없음 | 게스트    | 메인      | 출연 없음 |           |           |
| 메키아 콕스           | 사빈 Sabine                                   | 티아나 여왕                  | 출연 없음 | 출연 없음 | 출연 없음 | 출연 없음 | 출연 없음 | 출연 없음 | 메인      | 출연 없음 |           |
| 소피 로               | 빈칸                                          | 앨리스                       | 출연 없음 | 출연 없음 | 출연 없음 | 출연 없음 | 출연 없음 | 출연 없음 | 출연 없음 | 메인      |           |
| 피터 개디오           | 빈칸                                          | 사이러스                     | 출연 없음 | 출연 없음 | 출연 없음 | 출연 없음 | 출연 없음 | 출연 없음 | 출연 없음 | 메인      |           |
| 엠마 릭비             | 아나스타샤/빨간 여왕/하얀 여왕                | 빈칸                         | 출연 없음 | 출연 없음 | 출연 없음 | 출연 없음 | 출연 없음 | 출연 없음 | 출연 없음 | 메인      |           |
| 나빈 앤드루스         | 빈칸                                          | 자파르                       | 출연 없음 | 출연 없음 | 출연 없음 | 출연 없음 | 출연 없음 | 출연 없음 | 출연 없음 | 메인      |           |
| 오데드 페르           | 빈칸                                          | 자파르                       | 출연 없음 | 출연 없음 | 출연 없음 | 출연 없음 | 출연 없음 | 리커링    | 출연 없음 | 출연 없음 |           |
| 존 리스고             | 빈칸                                          | Percy/하얀 토끼              | 출연 없음 | 출연 없음 | 출연 없음 | 출연 없음 | 출연 없음 | 출연 없음 | 출연 없음 | Main      |           |

### 준 레귤러 등장인물
| 배우                  | 스토리브룩/실제 세계                          | 동화 세계                     | 에피소드 등장 횟수 | 시즌   | 시즌   | 시즌   |
| 배우                  | 스토리브룩/실제 세계                          | 동화 세계                     | 에피소드 등장 횟수 | 1      | 2      | 3      |
| --------------------- | --------------------------------------------- | ----------------------------- | ------------------ | ------ | ------ | ------ |
| 리 애런버그           | 리로이 Leroy                                  | 그럼피                        | 23                 | 리커링 | 리커링 | 리커링 |
| 베벌리 엘리엇         | 할머니 Granny                                 | 루커스 미망인                 | 21                 | 리커링 | 리커링 | 리커링 |
| 키건 코너 트레이시    | 마더 슈피리어 Mother Superior                 | 푸른 요정                     | 17                 | 리커링 | 리커링 | 리커링 |
| 데이비드 앤더스       | 훼일 박사 Dr. Whale                           | 빅터 프랑켄슈타인             | 10                 | 리커링 | 리커링 | 리커링 |
| 토니 아멘돌라         | 마르코 Marco                                  | 제페토                        | 7                  | 리커링 | 리커링 | 리커링 |
| 잔카를로 에스포시토   | 시드니 글래스 Sidney Glass                    | 지니/마법의 거울              | 9                  | 리커링 |        | 게스트 |
| 세라 볼거             |                                               | 오로라 공주                   | 11                 |        | 리커링 | 리커링 |
| 제이미 정             |                                               | 뮬란                          | 11                 |        | 리커링 | 리커링 |
| 줄리언 모리스         |                                               | 필립스 왕자                   | 4                  |        | 게스트 | 리커링 |
| 톰 엘리스/숀 매과이어 |                                               | 로빈 후드                     | 3                  |        | 게스트 | 리커링 |
| 프리야 팅글리         |                                               | 웬디 달링                     | 3                  |        | 게스트 | 리커링 |
| 로비 케이             |                                               | 맬컴/피터 팬/피리 부는 사나이 | 8                  |        |        | 리커링 |
| 로즈 매카이버         |                                               | 팅커 벨                       | 4                  |        |        | 리커링 |
| 조애나 가르시아       |                                               | 애리얼                        | 2                  |        |        | 리커링 |
| 길 매키니             |                                               | 에릭 왕자                     | 1                  |        |        | 리커링 |
| 이선 엠브리           | 오언 플린/그레그 멘들 Owen Flynn/Greg Mendell |                               | 11                 |        | 리커링 | 게스트 |
| 소네쿼 마틴그린       | 타마라 Tamara                                 |                               | 7                  |        | 리커링 | 게스트 |
| 토니 페레스           |                                               | 헨리 왕자 Prince Henry        | 6                  | 리커링 | 게스트 |        |
| 세바스티안 스탄       | 제퍼슨 Jefferson                              | 매드 해터                     | 6                  | 리커링 | 리커링 |        |
| 바버라 허시           |                                               | 코라/밀러의 딸/하트의 여왕    | 12                 | 게스트 | 리커링 |        |
| 앨런 데일             | 앨버트 스펜서 Albert Spencer                  | 조지 왕                       | 8                  | 리커링 | 게스트 |        |
| 조지 가르시아         |                                               | 앤턴                          | 3                  |        | 리커링 |        |
| 아나스타샤 그리피스   | 캐스린 놀런 Kathryn Nolan                     | 애비게일 공주                 | 7                  | 리커링 |        |        |